# Dresslerothamnus
Dresslerothamnus är ett släkte av korgblommiga växter. Dresslerothamnus ingår i familjen korgblommiga växter.
Kladogram enligt Catalogue of Life:
| Dresslerothamnus | \| \| Dresslerothamnus gentryi \| \| \| \| \| \| Dresslerothamnus schizotrichus \| \| \| \| |
|                  | \| \| Dresslerothamnus gentryi \| \| \| \| \| \| Dresslerothamnus schizotrichus \| \| \| \| |
|                  | Dresslerothamnus gentryi                                                                    |
|                  |                                                                                             |
|                  | Dresslerothamnus schizotrichus                                                              |
|                  |                                                                                             |